# Olympische Sommerspiele 1952/Leichtathletik – 1500 m (Männer)
Der 1500-Meter-Lauf der Männer bei den Olympischen Spielen 1952 in Helsinki wurde vom 24. bis zum 26. Juli 1952 im Olympiastadion in Helsinki ausgetragen. 52 Athleten nahmen teil.
Olympiasieger wurde der Luxemburger Josy Barthel vor dem US-Amerikaner Bob McMillen. Bronze ging an den Deutschen Werner Lueg.

## Rekorde

### Bestehende Rekorde

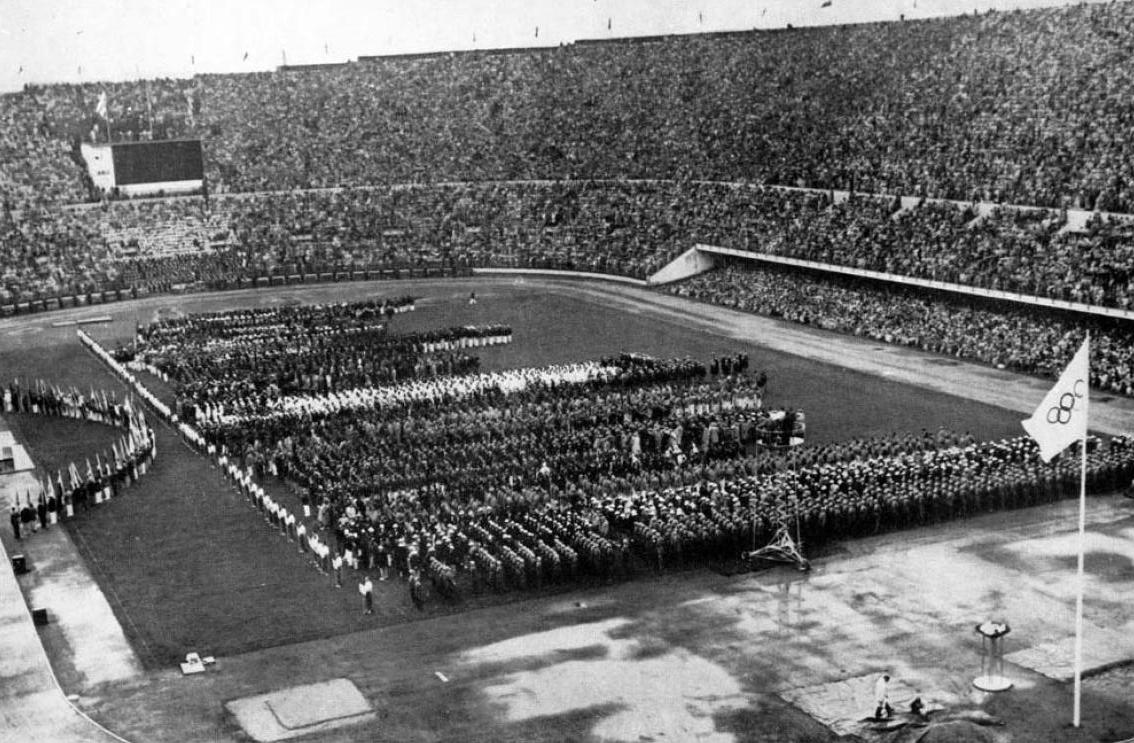
Eröffnungsfeier bei den Olympischen Spielen in Helsinki

| Weltrekord         | 3:43,0 min | Gunder Hägg ( Schweden)       | Göteborg, Schweden                | 7. Juli 1944   |
| Weltrekord         | 3:43,0 min | Lennart Strand ( Schweden)    | Malmö, Schweden                   | 16. Juli 1947  |
| Weltrekord         | 3:43,0 min | Werner Lueg ( BR Deutschland) | Berlin, Deutschland               | 29. Juni 1952  |
| Olympischer Rekord | 3:47,8 min | Jack Lovelock ( Neuseeland)   | Finale OS Berlin, Deutsches Reich | 6. August 1936 |

### Rekordverbesserung
Der luxemburgische Olympiasieger Josy Barthel verbesserte den bestehenden olympischen Rekord im Finale am 26. Juli um 2,6 Sekunden auf 3:45,2 min.

## Durchführung des Wettbewerbs
Die Athleten traten am 24. Juli zu sechs Vorläufen an. Die jeweils vier besten Läufer – hellblau unterlegt – qualifizierten sich für das Halbfinale am 25. Juli. Aus diesen beiden Vorentscheidungen erreichten die jeweils besten sechs Wettbewerber – wiederum hellblau unterlegt – das Finale am 26. Juli.

## Zeitplan
24. Juli, 17:10 Uhr: Vorläufe

25. Juli, 17:40 Uhr: Halbfinale

26. Juli, 16:30 Uhr: Finale

## Vorläufe

### Vorlauf 1

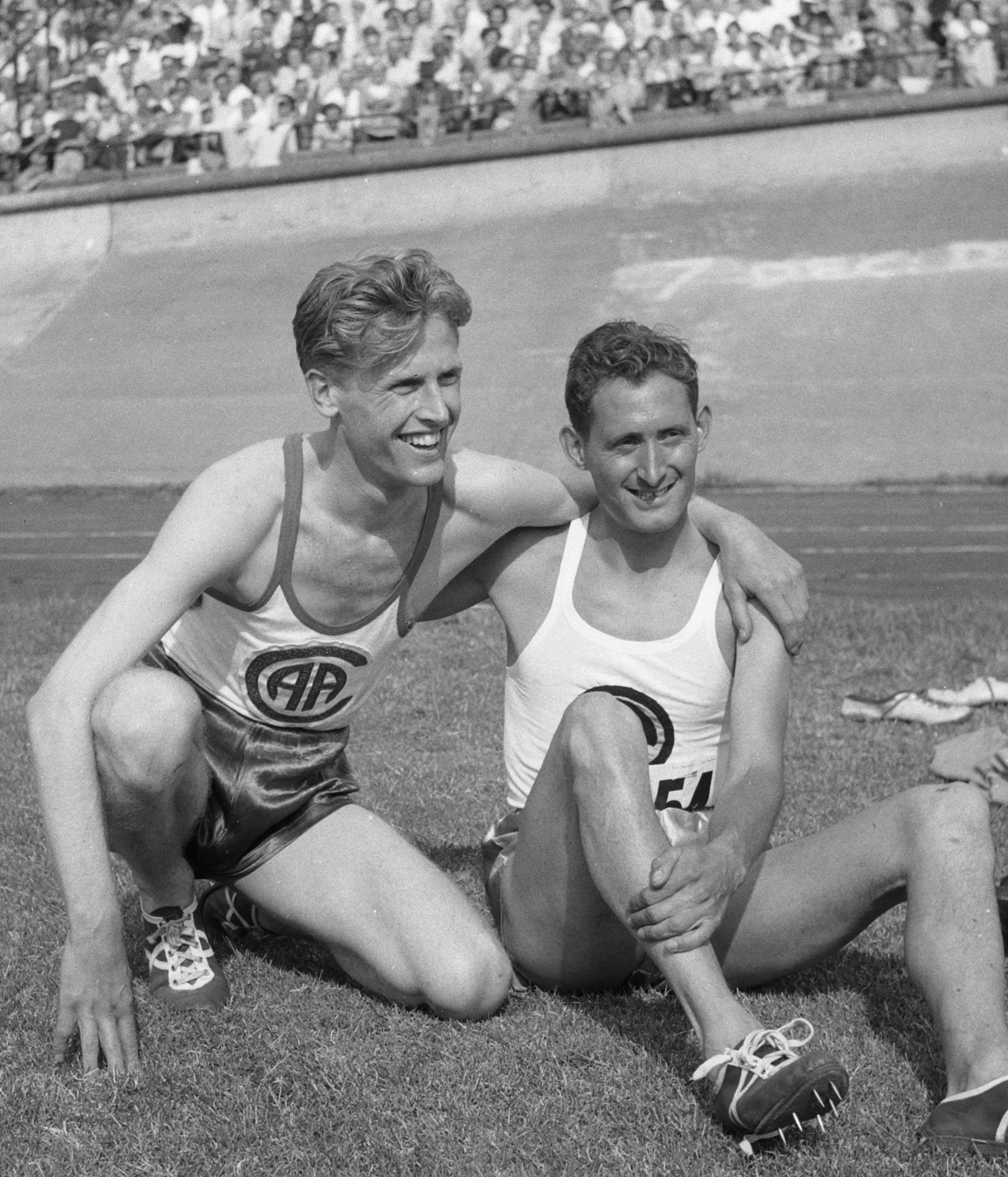
Die Niederländer Hans Harting (links, 1. Vorlauf) und Willem Slijkhuis (rechts, 3. Vorlauf), Olympiadritter von 1948, mussten in ihren Vorläufen aufgeben

Datum: 24. Juli 1952, ab 17:10 Uhr
| Platz | Name                   | Nation         | Offizielle Zeit handgestoppt | Inoffizielle Zeit elektronisch |
| ----- | ---------------------- | -------------- | ---------------------------- | ------------------------------ |
| 1     | Josy Barthel           | Luxemburg      | 3:51,6 min                   | 3:51,75 min                    |
| 2     | Günter Dohrow          | BR Deutschland | 3:51,8 min                   | 3:51,90 min                    |
| 3     | Ingvar Ericsson        | Schweden       | 3:52,0 min                   | 3:52,14 min                    |
| 4     | Don MacMillan          | Australien     | 3:52,0 min                   | 3:52,30 min                    |
| 5     | Sándor Iharos          | Ungarn         | 3:56,0 min                   | 3:56,85 min                    |
| 6     | Mieczysław Długoborski | Polen          | 3:57,8 min                   | 3:57,70 min                    |
| 7     | Filemón Camacho        | Venezuela      | 4:18,0 min                   | k. A.                          |
| 8     | Pierre Gillet          | Frankreich     | 4:26,6 min                   | k. A.                          |
| DNF   | Hans Harting           | Niederlande    |                              |                                |
| DNS   | Hugo Nutini            | Chile          |                              |                                |
| DNS   | Jack Hutchins          | Kanada         |                              |                                |

### Vorlauf 2
| Platz | Name                | Nation           | Offizielle Zeit handgestoppt | Inoffizielle Zeit elektronisch |
| ----- | ------------------- | ---------------- | ---------------------------- | ------------------------------ |
| 1     | Warren Druetzler    | USA              | 3:51,4 min                   | 3:51,66 min                    |
| 2     | Sture Landqvist     | Schweden         | 3:52,2 min                   | 3:52,31 min                    |
| 3     | Stanislav Jungwirth | Tschechoslowakei | 3:52,4 min                   | 3:52,58 min                    |
| 4     | Mihail Welswebel    | Sowjetunion      | 3:52,6 min                   | 3:52,72 min                    |
| 5     | Aulis Pystynen      | Finnland         | 3:53,0 min                   | 3:53,33 min                    |
| 6     | Len Eyre            | Großbritannien   | 3:53,2 min                   | 3:53,34 min                    |
| 7     | Fred Lüthi          | Schweiz          | 3:56,4 min                   | 3:56,52 min                    |
| 8     | Turhan Göker        | Türkei           | 4:00,6 min                   | 4:01,02 min                    |
| DNS   | Gaston Reiff        | Belgien          |                              |                                |
| DNS   | Victorio Solares    | Guatemala        |                              |                                |

### Vorlauf 3
| Platz | Name             | Nation                | Offizielle Zeit handgestoppt | Inoffizielle Zeit elektronisch |
| ----- | ---------------- | --------------------- | ---------------------------- | ------------------------------ |
| 1     | Olle Åberg       | Schweden              | 3:51,0 min                   | 3:51,14 min                    |
| 2     | Denis Johansson  | Finnland              | 3:51,2 min                   | 3:51,22 min                    |
| 3     | Rolf Lamers      | BR Deutschland        | 3:52,4 min                   | 3:52,72 min                    |
| 4     | Bill Parnell     | Kanada                | 3:53,4 min                   | 3:53,75 min                    |
| 5     | Fritz Prossinagg | Österreich            | 3:54,2 min                   | 3:54,76 min                    |
| 6     | Athol Jennings   | Südafrikanische Union | 3:55,4 min                   | 3:55,69 min                    |
| 7     | Daniel Janssens  | Belgien               | 3:55,8 min                   | 3:55,98 min                    |
| 8     | Cahit Önel       | Türkei                | 3:58,4 min                   | 3:58,42 min                    |
| DNF   | Willem Slijkhuis | Niederlande           |                              |                                |
| DNS   | Les Perry        | Australien            |                              |                                |

### Vorlauf 4

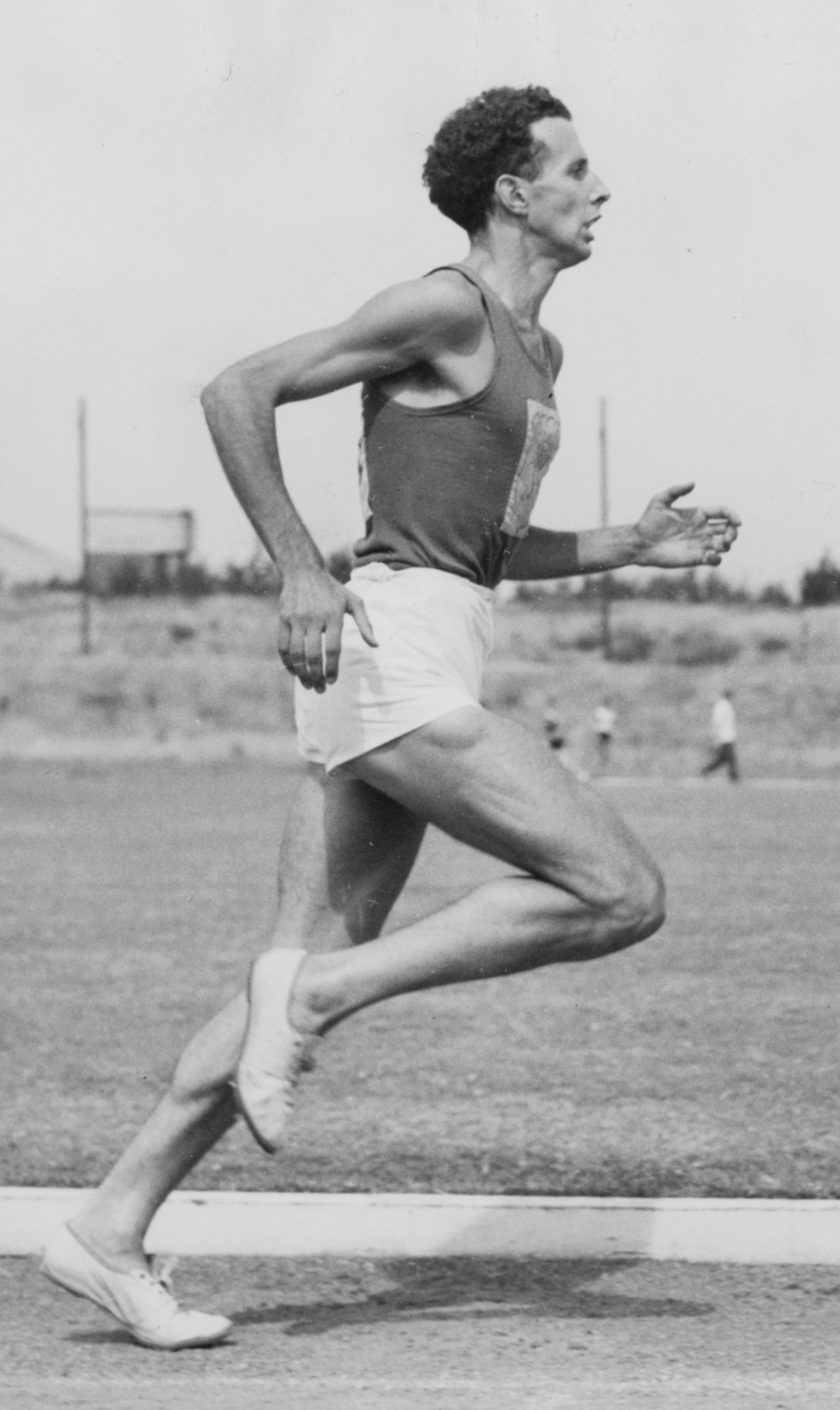
John Landy – ausgeschieden als Fünfter des vierten Vorlaufs

| Platz | Name               | Nation         | Offizielle Zeit handgestoppt | Inoffizielle Zeit elektronisch |
| ----- | ------------------ | -------------- | ---------------------------- | ------------------------------ |
| 1     | Patrick El Mabrouk | Frankreich     | 3:55,8 min                   | 3:55,77 min                    |
| 2     | Bob McMillen       | USA            | 3:55,8 min                   | 3:55,82 min                    |
| 3     | Roger Bannister    | Großbritannien | 3:56,0 min                   | 3:56,13 min                    |
| 4     | Vilmos Tölgyesi    | Ungarn         | 3:56,0 min                   | 3:56,20 min                    |
| 5     | John Landy         | Australien     | 3:57,0 min                   | 3:57,14 min                    |
| 6     | Andrija Otenhajmer | Jugoslawien    | 3:57,8 min                   | 3:58,20 min                    |
| 7     | Maurice Marshall   | Neuseeland     | 4:01,0 min                   | 4:01,03 min                    |
| 8     | Nikolai Kutschurin | Sowjetunion    | 4:03,6 min                   | 4:01,80 min                    |
| 9     | Vasilios Mavroidis | Griechenland   | 4:07,8 min                   | k. A.                          |
| DNS   | Augusto Robles     | Guatemala      |                              |                                |

### Vorlauf 5
| Platz | Name               | Nation         | Offizielle Zeit handgestoppt | Inoffizielle Zeit elektronisch |
| ----- | ------------------ | -------------- | ---------------------------- | ------------------------------ |
| 1     | George Hoskins     | Neuseeland     | 3:56,2 min                   | 3:56,33 min                    |
| 2     | Frans Herman       | Belgien        | 3:56,2 min                   | 3:56,37 min                    |
| 3     | Bill Nankeville    | Großbritannien | 3:56,4 min                   | 3:56,48 min                    |
| 4     | Mykola Belokurow   | Sowjetunion    | 3:56,4 min                   | 3:56,47 min                    |
| 5     | Urpo Vähäranta     | Finnland       | 3:56,8 min                   | 3:56,85 min                    |
| 6     | Javier Montez      | USA            | 3:58,2 min                   | 3:58,10 min                    |
| 7     | Stefan Lewandowski | Polen          | 4:00,8 min                   | 4:00,87 min                    |
| DNS   | Frank Prince       | Panama         |                              |                                |
| DNS   | Guillermo Solá     | Chile          |                              |                                |
| DNS   | Gunnar Nielsen     | Dänemark       |                              |                                |

### Vorlauf 6
| Platz | Name                | Nation           | Offizielle Zeit handgestoppt | Inoffizielle Zeit elektronisch |
| ----- | ------------------- | ---------------- | ---------------------------- | ------------------------------ |
| 1     | Werner Lueg         | BR Deutschland   | 3:52,0 min                   | 3:52,31 min                    |
| 2     | Václav Čevona       | Tschechoslowakei | 3:53,4 min                   | 3:53,45 min                    |
| 3     | Audun Boysen        | Norwegen         | 3:55,0 min                   | 3:55,15 min                    |
| 4     | John Ross           | Kanada           | 3:55,2 min                   | 3:55,60 min                    |
| 5     | Jean Vernier        | Frankreich       | 3:56,8 min                   | 3:56,61 min                    |
| 6     | Edmund Potrzebowski | Polen            | 3:56,8 min                   | 3:56,91 min                    |
| 7     | Sándor Garay        | Ungarn           | 4:01,2 min                   | 4:01,53 min                    |
| 8     | Ekrem Koçak         | Türkei           | 4:01,4 min                   | 4:01,77 min                    |
| 9     | William Fahmy Hanna | Ägypten          | 4:11,2 min                   | k. A.                          |
| 10    | Satid Leangtanom    | Thailand         | 4:32,6 min                   | k. A.                          |
| DNS   | Yoshitaka Muroya    | Japan            |                              |                                |

## Halbfinale
Datum: 25. Juli 1952, ab 17:40 Uhr

### Lauf 1

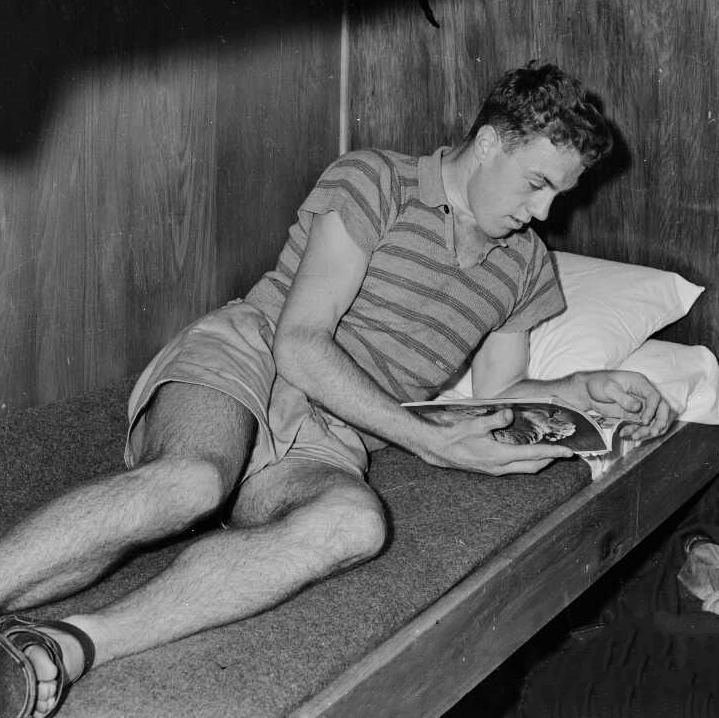
George Hoskins – ausgeschieden als Zwölfter des ersten Halbfinals

| Platz | Name               | Nation           | Offizielle Zeit handgestoppt | Inoffizielle Zeit elektronisch |
| ----- | ------------------ | ---------------- | ---------------------------- | ------------------------------ |
| 1     | Denis Johansson    | Finnland         | 3:49,4 min                   | 3:49,60 min                    |
| 2     | Werner Lueg        | BR Deutschland   | 3:49,8 min                   | 3:50,06 min                    |
| 3     | Don MacMillan      | Australien       | 3:50,8 min                   | 3:50,81 min                    |
| 4     | Warren Druetzler   | USA              | 3:50,8 min                   | 3:51,16 min                    |
| 5     | Patrick El Mabrouk | Frankreich       | 3:51,0 min                   | 3:51,25 min                    |
| 6     | Audun Boysen       | Norwegen         | 3:51,0 min                   | 3:51,33 min                    |
| 7     | Václav Čevona      | Tschechoslowakei | 3:51,4 min                   | 3:51,37 min                    |
| 8     | Sture Landqvist    | Schweden         | 3:51,4 min                   | 3:51,45 min                    |
| 9     | Bill Nankeville    | Großbritannien   | 3:52,0 min                   | 3:51,93 min                    |
| 10    | Bill Parnell       | Kanada           | 3:52,4 min                   | 3:52,91 min                    |
| 11    | Mihail Welswebel   | Sowjetunion      | 3:52,6 min                   | 3:52,58 min                    |
| 12    | George Hoskins     | Neuseeland       | 3:53,0 min                   | 3:52,72 min                    |

### Lauf 2

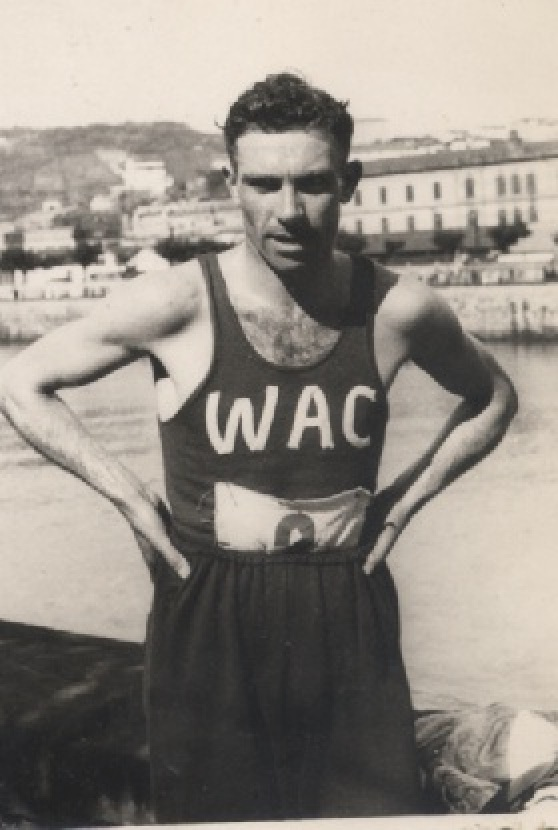
Frans Herman – ausgeschieden als Neunter des zweiten Halbfinals

| Platz | Name                | Nation           | Offizielle Zeit handgestoppt | Inoffizielle Zeit elektronisch |
| ----- | ------------------- | ---------------- | ---------------------------- | ------------------------------ |
| 1     | Josy Barthel        | Luxemburg        | 3:50,4 min                   | 3:50,51 min                    |
| 2     | Olle Åberg          | Schweden         | 3:50,6 min                   | 3:50,71 min                    |
| 3     | Ingvar Ericsson     | Schweden         | 3:50,6 min                   | 3:50,77 min                    |
| 4     | Bob McMillen        | USA              | 3:50,6 min                   | 3:50,84 min                    |
| 5     | Roger Bannister     | Großbritannien   | 3:50,6 min                   | 3:50,92 min                    |
| 6     | Rolf Lamers         | BR Deutschland   | 3:50,8 min                   | 3:51,30 min                    |
| 7     | Stanislav Jungwirth | Tschechoslowakei | 3:51,0 min                   | 3:51,72 min                    |
| 8     | Vilmos Tölgyesi     | Ungarn           | 3:53,2 min                   | 3:53,56 min                    |
| 9     | Frans Herman        | Belgien          | 3:53,8 min                   | 3:54,04 min                    |
| 10    | Günter Dohrow       | BR Deutschland   | 3:55,2 min                   | 3:55,27 min                    |
| 11    | Mykola Belokurow    | Sowjetunion      | 3:55,6 min                   | 3:54,49 min                    |
| 12    | John Ross           | Kanada           | 4:00,6 min                   | k. A.                          |

## Finale
Datum: 26. Juli 1952, 16:30 Uhr
| Platz | Name               | Nation         | Offizielle Zeit handgestoppt | Inoffizielle Zeit elektronisch |
| ----- | ------------------ | -------------- | ---------------------------- | ------------------------------ |
| 1     | Josy Barthel       | Luxemburg      | 3:45,2 min OR                | 3:45,28 min                    |
| 2     | Bob McMillen       | USA            | 3:45,2 min                   | 3:45,39 min                    |
| 3     | Werner Lueg        | BR Deutschland | 3:45,4 min                   | 3:45,67 min                    |
| 4     | Roger Bannister    | Großbritannien | 3:46,0 min                   | 3:46,30 min                    |
| 5     | Patrick El Mabrouk | Frankreich     | 3:46,0 min                   | 3:45,35 min                    |
| 6     | Rolf Lamers        | BR Deutschland | 3:46,8 min                   | 3:47,18 min                    |
| 7     | Olle Åberg         | Schweden       | 3:47,0 min                   | 3:47,20 min                    |
| 8     | Ingvar Ericsson    | Schweden       | 3:47,6 min                   | 3:47,70 min                    |
| 9     | Don MacMillan      | Australien     | 3:49,6 min                   | 3:49,77 min                    |
| 10    | Denis Johansson    | Finnland       | 3:49,8 min                   | 3:50;24 min                    |
| 11    | Audun Boysen       | Norwegen       | 3:51,4 min                   | 3:51,75 min                    |
| 12    | Warren Druetzler   | USA            | 3:56,0 min                   | k. A.                          |

Im Finale gab es keinen ausgemachten Favoriten, aber der Brite Roger Bannister und der Deutsche Werner Lueg, der einen knappen Monat vor den Spielen den bestehenden Weltrekord eingestellt hatte, wurden hoch gehandelt.
Die ersten beiden Runden wurden vom Deutschen Rolf Lamers angeführt. Er wollte offensichtlich für seinen Landsmann Lueg Tempo machen. Doch die Zwischenzeiten von 57,8 Sekunden für 400 Meter und 2:01,4 Minuten für 800 Meter waren nicht schnell genug, um die Gegner zu beeindrucken. Das Feld blieb bis zur 1000-Meter-Marke eng beisammen, nur Denis Johansson und Warren Druetzler fielen zurück. An dieser Stelle übernahm Lueg selber die Spitze und zu Beginn der letzten Runde zog er das Tempo noch einmal an. Das Feld zog sich allmählich immer mehr auseinander. Auf der Gegengeraden setzte der Deutsche sich von seinen Gegnern ab und vergrößerte die Lücke in der Zielkurve bis auf ca. fünf Meter. Doch zu Beginn der Zielgeraden flogen Bob McMillen und Josy Barthel heran – zwei Läufer, mit denen niemand gerechnet hatte. Lueg wurde langsamer, Barthel und McMillen überholten ihn. Am Schluss gewann der Luxemburger Josy Barthel vollkommen überraschend die Goldmedaille. Lueg sicherte sich hinter McMillen die Bronzemedaille knapp vor Roger Bannister, der sehr enttäuscht über den Ausgang des Rennens war.
Josy Barthel gewann die erste olympische Goldmedaille für Luxemburg. Allerdings war auch Michel Théato, Gewinner des Marathonlaufes bei den Olympischen Spielen 1900 in Paris eigentlich Luxemburger. Seine Goldmedaille bzw. sein Sieg wurde damals als Sieg eines Franzosen geführt, da er in Paris lebte und für einen französischen Verein lief. Offiziell wird diese Goldmedaille im Ewigen Medaillenspiegel der Olympischen Spiele auch heute noch als Goldmedaille für Frankreich geführt.
Werner Lueg gewann die erste Medaille für Deutschland über 1500 Meter.

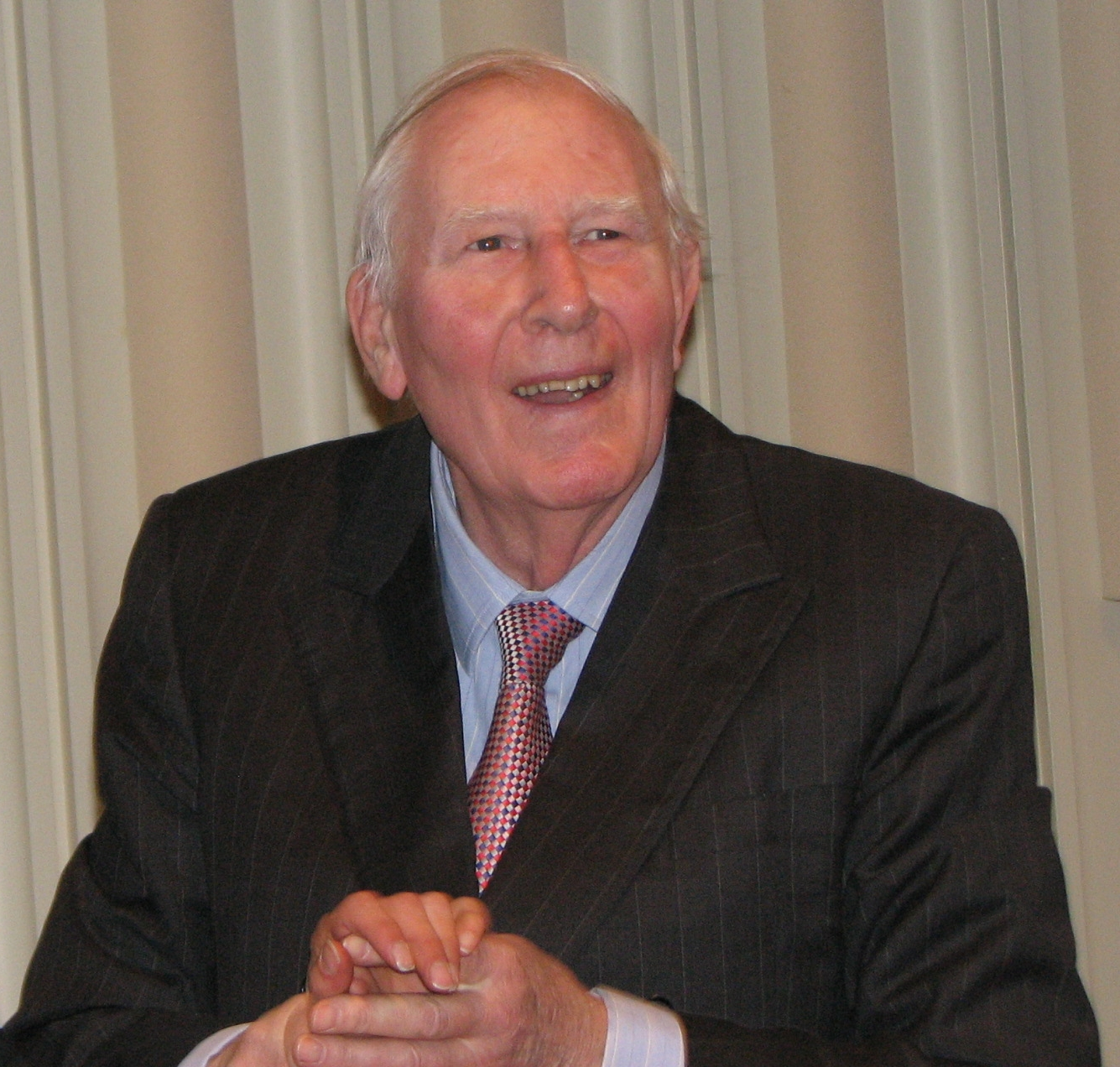
Roger Bannister (hier im Jahr 2009) – 1954 unter anderem erster Läufer, der über eine Meile die vier-Minuten-Marke unterbot, und 1500-Meter-Europameister – belegte Rang vier
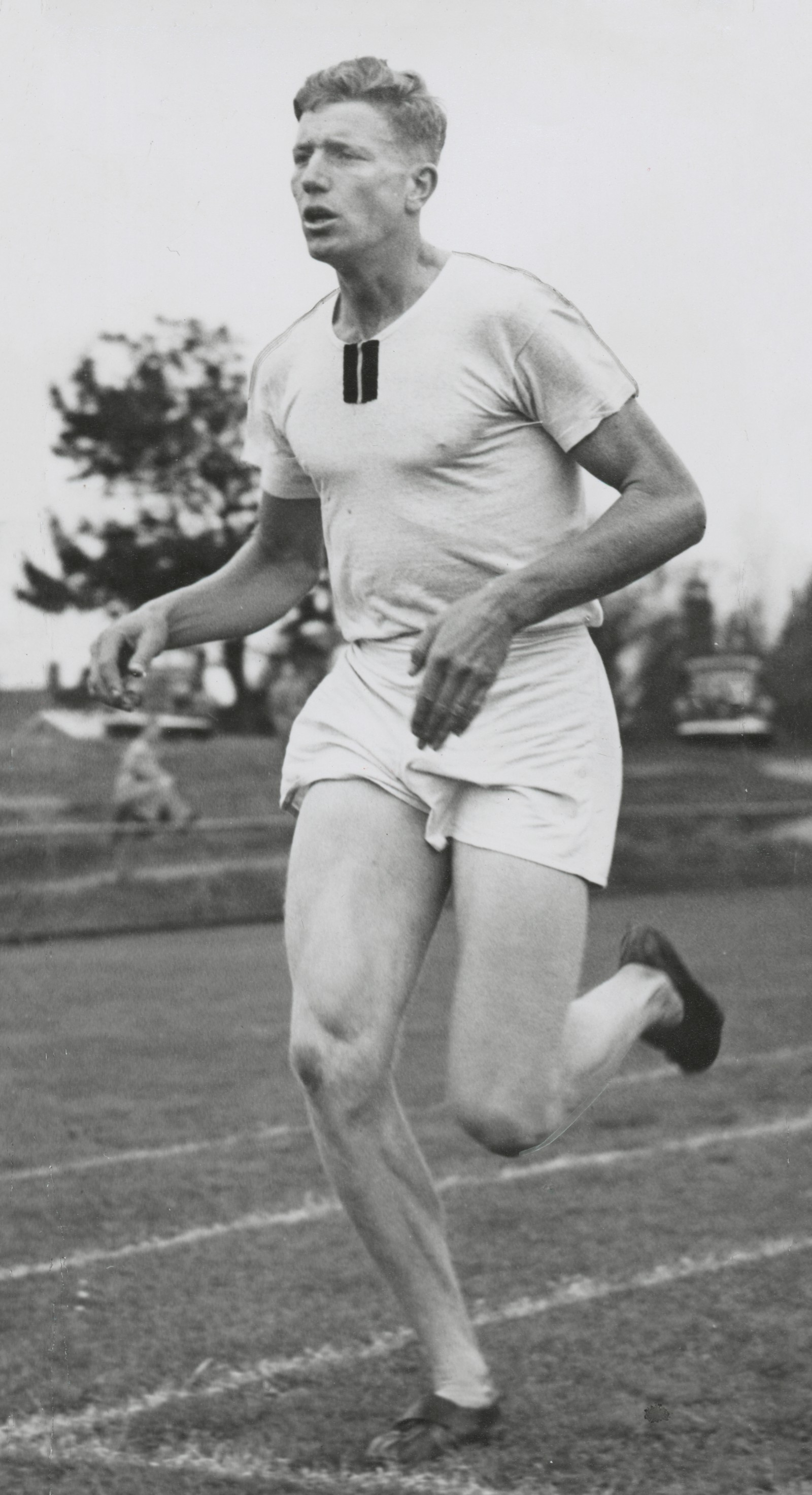
Der neuntplatzierte Don MacMillan
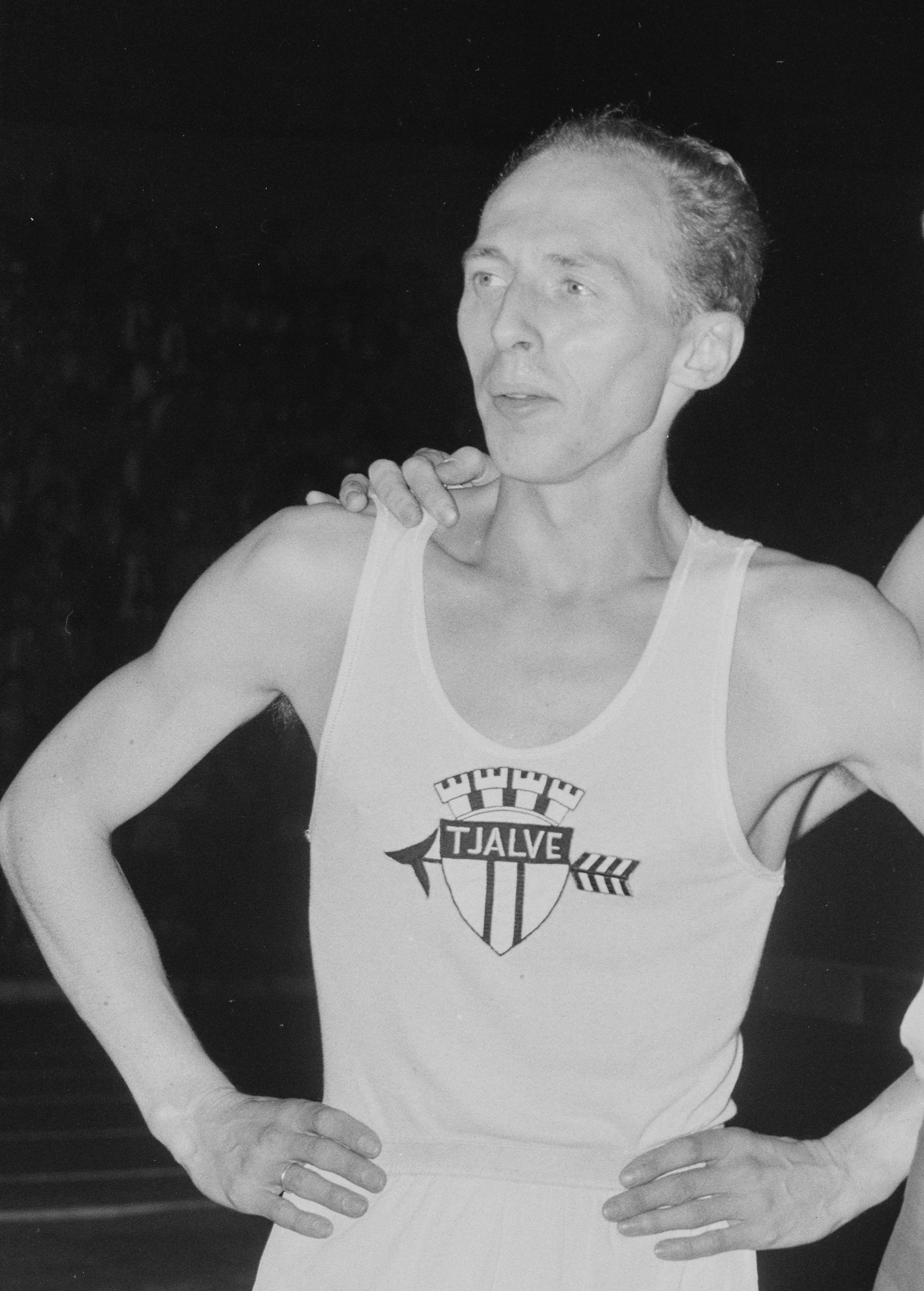
Rang elf für Audun Boysen

## Videolinks
- Helsinki 1952 | JOSSY BARTHELS | 1500m | Athletics | Olympic Summer Games, youtube.com, abgerufen am 1. August 2021
- Gold Medal Winner Josy Barthel (LUX) 1500 m - 1952 Olympic Games Helsinki, youtube.com, abgerufen am 25. September 2017